# グラントリー・ゴールディング
グラントリー・ゴールディング（Grantley Thomas Smart Goulding、1874年3月23日 - 1944年7月29日）は、イギリスの陸上競技選手である。1896年に開催されたアテネオリンピックに出場して、110メートルハードル走で2位となった。

## 経歴
グラントリー・ゴールディングは、グロスタシャーの小村Hartpuryで裕福な農家の息子として生まれた。彼の名はグロスターシャー地域で1895年に開催された競技会の数々で勝利を収めたことで、よく知られるようになっていた。
ゴールディングは、アテネオリンピックで110メートルハードル走に出場した。予選で彼は18秒4を記録して1位となり、決勝に進んだ。決勝では他の2選手が棄権したため、彼はアメリカ代表のトーマス・カーティスと1対1で走ることになった。
アテネでの練習中にゴールディングは転倒して膝を負傷し、数日間トレーニングができなかったという。決勝レースのスタートでゴールディングは躓いてしまい、その差を埋めることができないかと思われたが、ゴールディングは最初のハードルでカーティスに並び、巧みなハードリングで最後のハードルを越えるときにはリードを奪った。しかし最後の直線でのスピードに優ったカーティスが、わずか5センチの差で勝利した。両選手とも、記録は17秒6であった。
ゴールディングは後に南アフリカに移住して、1944年にクワズール・ナタール州の海岸沿いにある町Umkomaas（en:Umkomaas, KwaZulu-Natal）で死去した。